# 목포시의회
목포시의회는 전라남도 목포시 지역을 관할하는 기초의회이다.